# ريغي بيرغ
ريغي بيرغ (بالإنجليزية: Reggie Berg)‏ هو لاعب هوكي الجليد أمريكي، ولد في 18 سبتمبر 1976 في أنوكا في الولايات المتحدة.

## وصلات خارجية
- ريغي بيرغ على موقع دوري الهوكي الوطني (الإنجليزية)
- ريغي بيرغ على موقع EliteProspects.com (الإنجليزية)
- ريغي بيرغ على موقع HockeyDB.com (الإنجليزية)